# Береза дніпровська
{{#ifeq:0|0|{{#if:|{{#if:Betulaborysthenica|[[]}}|}}}}
Береза дніпровська (Betula borysthenica Klokov) — дерево родини березових (Betulaceae). У ботанічних базах даних цей таксон наведений як Betula pubescens var. pubescens або Betula pubescens var. glabrata.

## Морфологічна характеристика
Фанерофіт. Листопадне дерево до 10 м заввишки або кущ. Кора на стовбурі та старих гілках біла, на молодих гілках зі смолистими бородавочками. Листки цупкі, шкірясті, яйцеподібно-ромбічні, на коротко опушених або майже оголених черешках. Квітки різностатеві, зібрані у сережки. Плід яйцеподібний горішок, запушений біля верхівки, з плівчастими крильцями. Цвіте у квітні-травні. Плодоносить у серпні. Розмножується насінням та вегетативно.

## Поширення
Степова зона східної Європи. В Україні береза дніпровська росте в пониззі Південного Бугу, Дніпра та по Сіверському Дінцю. Найчастіше зустрічається в Миколаївській області, зрідка в Херсонській, Запорізькій областях. На Нижньобузьких пісках у відомих раніше локалітетах знищена, але виявлена біля с. Галіциново. Росте на піщаних терасах в долинах крупних річок, котловинах видування, де формуються дернові середньопотужні підзолисті ґрунти, які на глибині 0,5-2 м підстилаються водонепроникним глинистим шаром. Витримує засипання піском. У зниженнях утворює невеликі колки, часто в комплексі з лучною, болотною або солончаковою рослинністю. Угруповання на Нижньодніпровських аренах належать до союзу Asparago tenuifolii-Quercion robori кл. Salicetea purpurea. Мезофіт.
Раніше вид зростав у м.Миколаєві на території, яка досі має назву "Ліски". Вільними від забудови тут лишилися близько 30 га пісків, які частково вкриті штучними насадженнями сосни - парк "Ліски".[джерело?]

## Природоохоронний статус
Вид занесено до Червоної книги України, Європейського червоного списку рослин, угруповання занесені до «Зеленої книги України». Охороняється у Чорноморському БЗ, низці заказників та РЛП. Задля збереження необхідний моніторинг стану популяцій, репатріація. Заборонено суцільні рубки, зміну гідрологічного режиму, надмірне випасання та організацію рекреаційних пунктів.

## Галерея

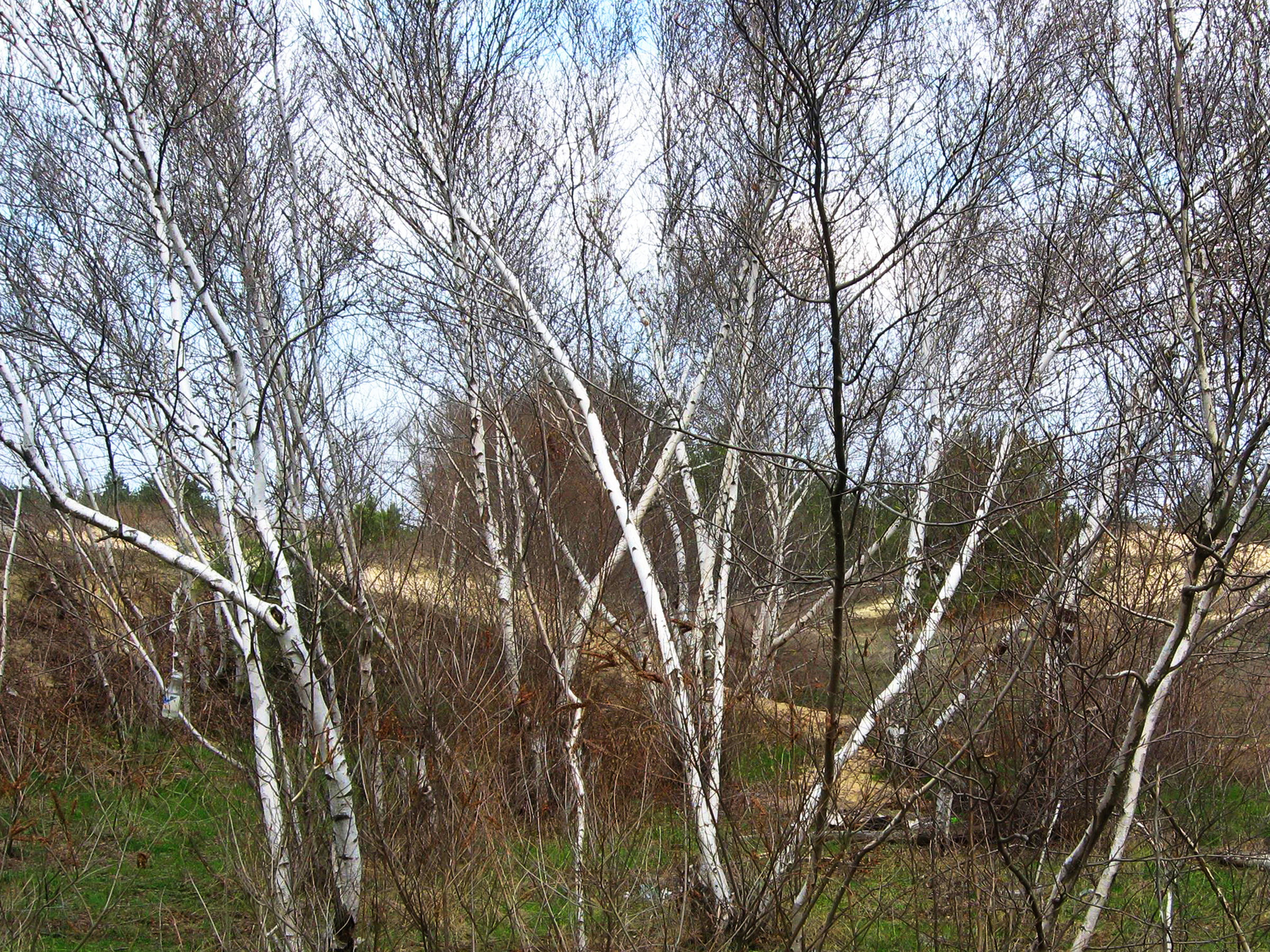
Береза дніпровська. Весна
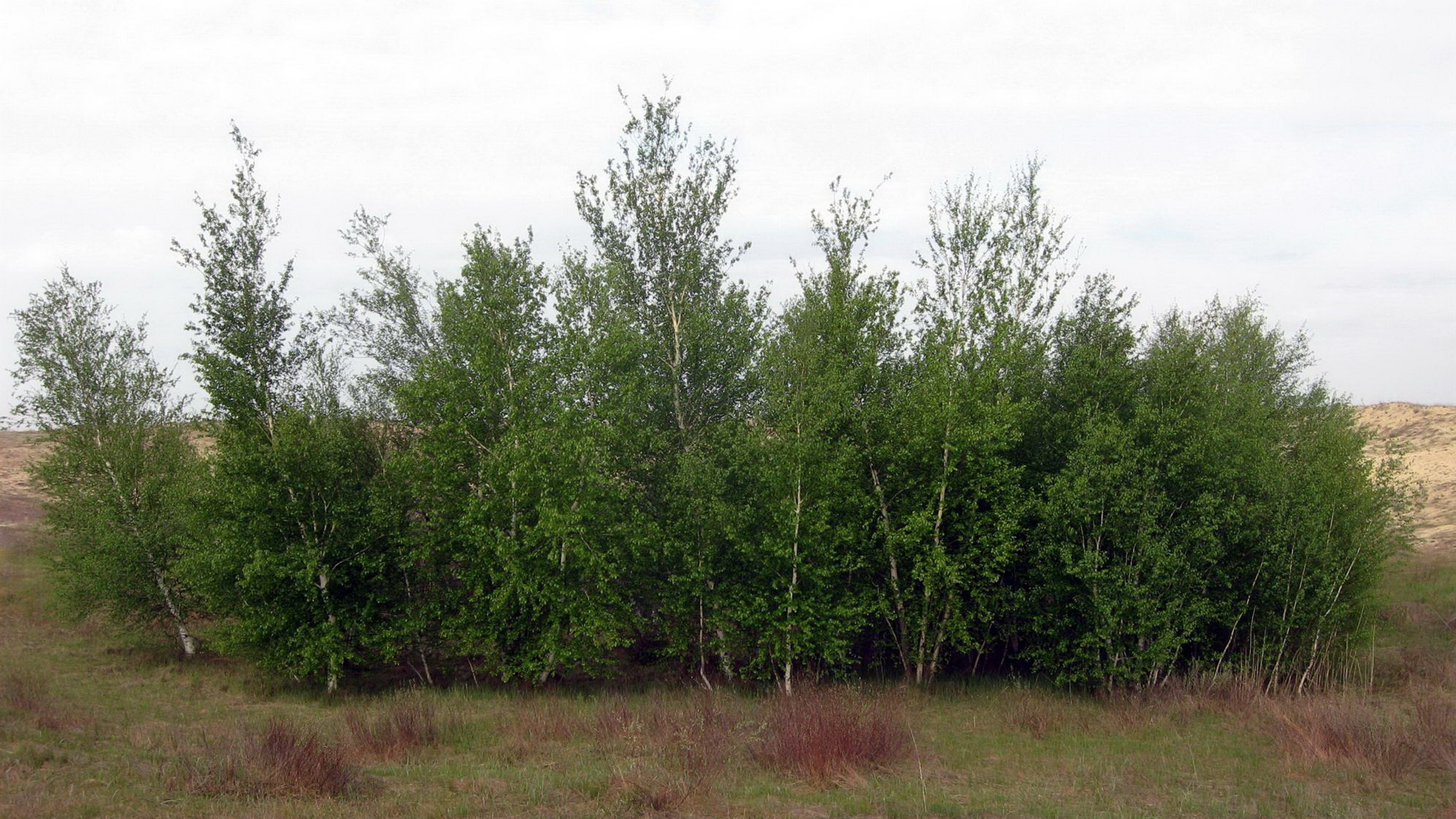
Формація берези дніпровської
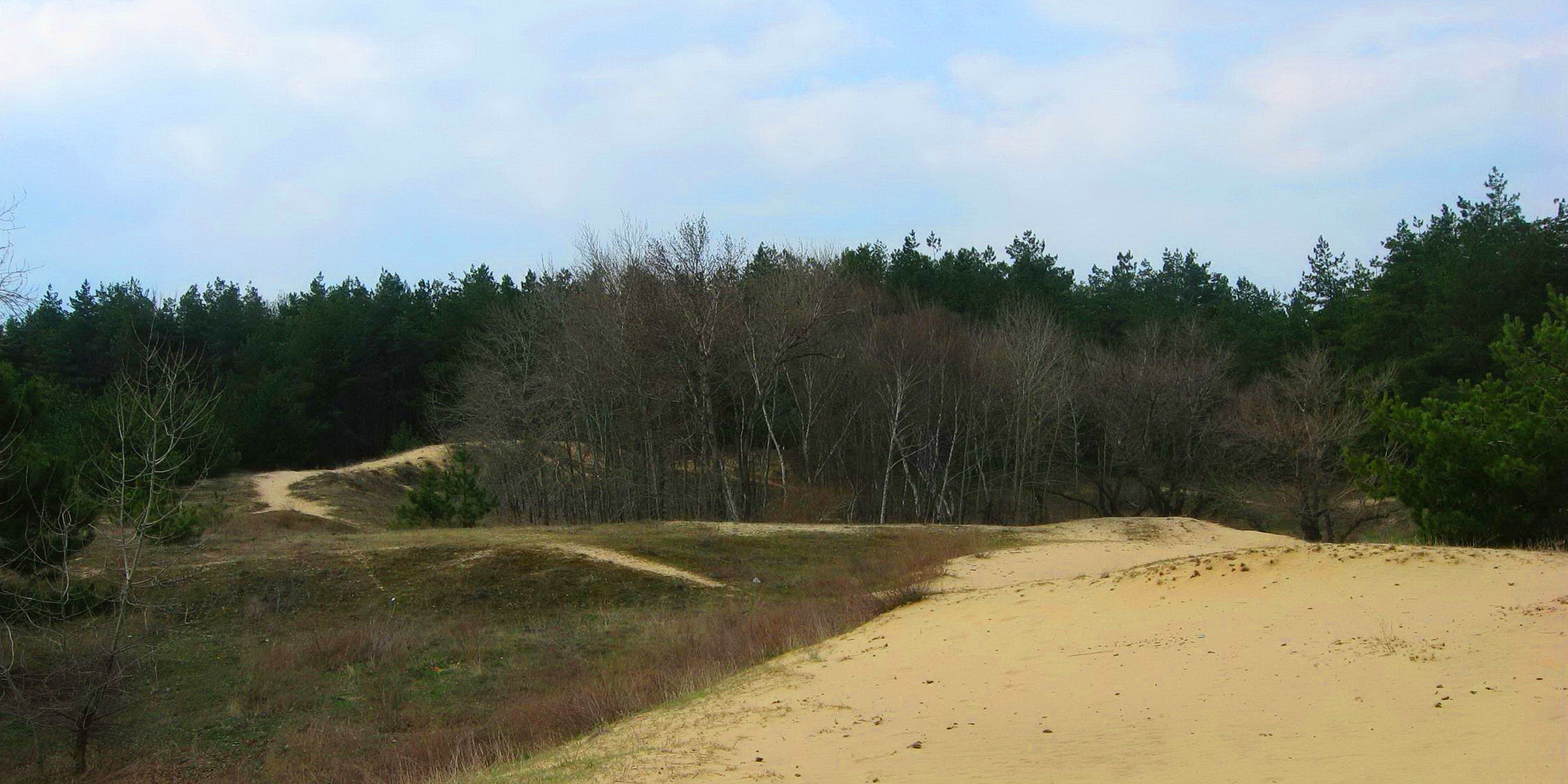
Березовий гай у заказнику «Водянські кучугури»